# Єхезкель Ген
Єхезкель Ген (івр. יחזקאל הן; 1882, Борислав — 4 квітня 1952) — ізраїльський політичний діяч, який був членом Кнесету від Мапаї між 1951 та 1952 роками.

## Біографія
Єхезкель Ген народився у 1882 році в Бориславі, Австро-Угорщина (нині — Львівська область України), здобув релігійну освіту, після чого навчався в учительській семінарії в Києві. Викладав іврит у єврейських школах, поки вони не були закриті Євсекцією. У 1925 році здійснив алію до підмандатної Палестини, де працював викладачем і наглядачем навчальних закладів Гістадруту. Також викладав у педагогічному коледжі імені Левінського в Тель-Авіві.
У 1944-1948 роках був членом Асамблеї представників від Мапай, а в 1951 році був обраний до Кнесету за списком Мапай. Однак він помер 4 квітня наступного року, бувши ще депутатом Кнесету. Його місце зайняла Рахель Цабарі.